# Cetrariella
Cetrariella Kärnefelt & A. Thell (płucniczka) – rodzaj grzybów z rodziny tarczownicowatych (Parmeliaceae). Ze względu na współżycie z glonami zaliczany jest do grupy porostów. W Polsce występuje jeden gatunek.

## Systematyka i nazewnictwo
Pozycja w klasyfikacji według Index Fungorum: Parmeliaceae, Lecanorales, Lecanoromycetidae, Lecanoromycetes, Pezizomycotina, Ascomycota, Fungi.
Nazwa polska według W. Fałtynowicza.

## Gatunki
- Cetrariella delisei (Bory ex Schaer.) Kärnefelt & A. Thell 1993 – płucniczka Delisea
- Cetrariella fastigiata (Delise ex Nyl.) Kärnefelt & A. Thell 1993
- Cetrariella sorediella (Lettau) V.J. Rico & A. Thell 2011[3]

Nazwy naukowe na podstawie Index Fungorum. Nazwa polska według W. Fałtynowicza.